# Лексикализация
Лексикализа́ция — превращение отдельного элемента языка (морфемы, словоформы), сочетания слов в отдельное знаменательное слово либо устойчивую фразеологическую единицу — лексикализованное сочетание или фразеологизм, функционирующую в качестве эквивалента отдельного слова. Значение фразеологизма, образованного в процессе лексикализации, отлично от значений составляющих его слов; степень отличия может варьировать в широких пределах: от невыводимости значений фразеологизма из значений образовавших его слов (образование идиом) до значения, следующего из значений составляющих слов (образование фразеологических сочетаний).
Лексикализация является механизмом пополнения как общеупотребительной, так и специальной и терминологической лексики, в результате которой лексикализованные сочетания в конечном итоге входят в языковую норму; при этом в случае пополнения общеупотребительной лексики преобладает дескриптивное (описательное) установление нормы фиксацией узуальных употреблений лексикализированных сочетаний во фразеологических словарях, а при пополнении терминологий — прескриптивная (предписывающая) кодификация терминологическими комиссиями в терминологических сборниках.